# Rückzoll
Als Rückzoll oder auch Rücksteuer, englisch drawback, wird die Erstattung eines Zolls bezeichnet. Ein Rückzoll kann etwa gewährt werden, wenn eine zoll- oder steuerpflichtige Verwendung des belasteten Gegenstandes nicht stattfindet, z. B. wenn er reexportiert wird, statt in den inländischen Verbrauch überzugehen.